# Хорогский государственный университет
Хорогский государственный университет имени Моёншо Назаршоева (тадж. Донишгоҳи Давлатии Хоруғ ба номи Моёншо Назаршоев) — одно из высших учебных заведений Таджикистана, находится в г. Хорог.
Ректор университета — доктор политических наук, доцент, Комилбек Амид Ёрбек.

## Краткая информация
Университет был основан в 1992 году в Хороге. В советское время он носил имя Хорогского государственного педагогического института. Университет имеет статус высшего педагогического учреждения.

## Факультеты
- Экономический факультет
- Факультет математики
- Факультет физики и МТИ
- Факультет биологии
- Факультет естественных наук
- Факультет иностранных языков
- Факультет филологии
- Факультет истории и права

## Руководство
- Ректор Хорогского государственного университета, доктор политических наук, доцент, профессор Комилбек Амид Ёрбек.
- Первый заместитель, проректор по образованию, Гоибназарзода Саид Мухаммадназар.
- Проректор по науке и инновациям, Ахмадзода Бахромджон Раджаб.
- Проректор по воспитательной работе, Шофакирзода Рушонгул Мирсаид.
- Проректор по международным связям.
- Проректор по экономике, Моёнзода Шариф Гулахмад.

## Ректоры университетов
- 1992—1995 — Мамадшо Илолов
- 1995—1998 — Хайолбек Додихудоев
- 1998—2005 — Шабозов Мирганд
- 2005—2012 — Гулходжа Джангибеков
- 2012—2014 — Имоморбек Каландарбеков
- 2014—2021 — Шермамад Джонмамадов
- 2021—2022 — Гулзорхон Юсуфзода
- 2022— по настоящее время — Комилбек Амид Ёрбек